# Патрік Кіснорбо
Патрік Кіснорбо (англ. Patrick Kisnorbo, нар. 24 березня 1981, Мельбурн) — австралійський футболіст, що грав на позиції захисника, зокрема за клуби «Лестер Сіті» та «Лідс Юнайтед», а також за національну збірну Австралії.
Згодом — футбольний тренер.

## Клубна кар'єра
Народився 24 березня 1981 року в місті Мельбурн від маврикійського батька та італійської матері з Трієста. Через походження матері Кіснорбо має італійський паспорт, який дозволяв йому обійти обмеження на дозвіл на роботу в Європейському Союзі.
Вихованець футбольної школи клубу «Саут Мельбурн». Дорослу футбольну кар'єру розпочав 2000 року в основній команді того ж клубу, в якій провів три сезони, взявши участь у 67 матчах чемпіонату і допоміг їй стати чемпіоном Національної ліги у сезоні 2000/01.
У 2003 році Патрік перейшов у шотландський «Гарт оф Мідлотіан», підписавши контракт строком на два роки. 24 жовтня 2004 року в матчі проти «Гіберніана» Кіснорбо забив свій єдиний гол у шотландській Прем'єр-лізі. Патрік швидко адаптувався в новій команді і став одним з її ключових гравців. У 2004 році він допоміг клубу в Кубку УЄФА, забивши гол у поєдинку проти португальської «Браги». Загалом він провів 18 місяців у «Гартс», зігравши в цілому 64 гри, до того, як термін його контракту закінчився в кінці сезону 2004/05 і не був поновлений.
Кіснорбо приєднався до англійського «Лестер Сіті» з Чемпіоншипу у квітні 2005 року по завершенні угоди з шотландським клубом, підписавши попередню угоду ще у січні, пішовши за тренером «Гартс» Крейгом Левейном. З Патріком був підписаний піврічний контракт до кінця року. 15 жовтня в поєдинку проти «Вотфорда» він забив свій перший гол за «лис». Після вдалих виступів за «Лестер» і закінчення короткострокової угоди, Кіснорбо хотів підписати «Віган Атлетік», але керівництво «Лестеру» зуміло продовжити контракт на три роки на більш вигідних умовах. За чотири сезони Патрік провів більше ста матчів за клуб. 29 травня 2009 року клуб відпустив Кіснорбо після закінчення контракту.
22 липня 2009 року Кіснорбо підписав дворічний контракт з «Лідс Юнайтед». 8 серпня в матчі проти «Ексетер Сіті» Патрік дебютував за нову команду. 24 жовтня в поєдинку проти «Міллволла» Кіснорбо забив свій перший гол за «Лідс». На початку 2013 року на правах оренди він виступав за «Іпсвіч Таун», а в травні став вільним агентом після завершення договору з «Лідсом».
9 вересня 2013 року було оголошено, що Кіснорбо підписав однорічний контракт з «Мельбурн Сіті», де мав замінити травмованого Орландо Енгелара. 12 жовтня в поєдинку проти «Мельбурн Вікторі» він дебютував у А-Лізі. 25 січня 2014 року в матчі проти «Аделаїда Юнайтед» Патрік забив свій перший гол за новий клуб. У травні 2016 року оголосив про завершення кар'єри і обійняв пост тренера юнацької команди «Мельбурн Сіті».

## Виступи за збірні
2001 року залучався до складу молодіжної збірної Австралії, з якою виступав на молодіжному чемпіонаті світу в Аргентині, зігравши у всіх чотирьох матчах. До того виграв з командою Молодіжний чемпіонат ОФК, який фактично був кваліфікацією до «мундіалю».
6 липня 2002 року дебютував в офіційних матчах у складі національної збірної Австралії в матчі Кубка націй ОФК 2002 року у Новій Зеландії проти Вануату (2:0). Він провів три гри на турнірі, включаючи поразку від Нової Зеландії у фіналі.
Через два роки Кіснорбо знову був у заявці на домашній Кубок націй ОФК 2004 року, здобувши того року титул переможця турніру. Втім сам Патрік, який починав як основний гравець, в останньому матчі групового етапу проти Соломонових островів (2:2) був вилучений за дві жовті картки і надалі на турнірі не грав.
Згодом у складі збірної був учасником Кубка Азії 2007 року в Таїланді, В'єтнамі, Індонезії і Малайзії. На турнірі Кіснорбо зіграв у перших двох матчах проти команд Оману (1:1) та Іраку (1:3), після чого як і на попередньому турнірі втратив місце в основі і більше не грав, а збірна дійшла до чвертьфіналу.
5 вересня 2009 року Кіснорбо забив свій перший гол за Австралію в товариській грі проти Південної Кореї, після чого до кінця року зіграв ще у двох матчах. Але розрив ахіллового сухожилля, отримане у матчі за «Лідс Сіті» в березні 2010 року позбавило його можливості зіграти на чемпіонаті світу 2010 року.
В результаті за збірну він так більше і не зіграв. Всього протягом кар'єри у національній команді, яка тривала 8 років, провів у її формі 18 матчів, забивши 1 гол.

## Кар'єра тренера
По завершенні ігрової кар'єри Кіснорбо залишився у «Мельбурн Сіті», ставши асистентом головного тренера молодіжної команди Джо Палацидеса, паралельно увійшовши до тренерського штабу жіночого клубу «Мельбурн Сіті». У липні 2017 року Кіснорбо був призначений головним тренером жіночої команди, що грала у W-Лізі.
У липні 2018 року Кіснорбо був призначений помічником головного тренера чоловічої команди «Мельбурн Сіті», а Радо Видошич замінив його на посаді менеджера жіночої команди. У вересні 2020 року очолив тренерський штаб чоловічої команди клубу, з якою пропрацював два роки.
З листопада 2022 року — головний тренер французького «Труа».

## Титули і досягнення

### Як гравця
- Чемпіон Національної футбольної ліги (1): 2000–01
- Переможець Молодіжного чемпіонату ОФК: 2001
- Володар Кубка націй ОФК: 2004
- Срібний призер Кубка націй ОФК: 2002